# Moriteru Ueshiba
Moriteru Ueshiba (Tòquio, 2 d'abril de 1951) és un mestre japonès d'Aikido. És net de Morihei Ueshiba, fundador de l'Aikido i segon fill de Kishomaru Ueshiba.